# Liptovské Revúce
Liptovské Revúce (in ungherese Háromrevuca) è un comune della Slovacchia facente parte del distretto di Ružomberok, nella regione di Žilina.